# Conus nucleus
Conus nucleus е вид охлюв от семейство Conidae. Видът не е застрашен от изчезване.

## Разпространение и местообитание
Разпространен е в Гуам, Западна Австралия, Коморски острови, Мавриций, Мадагаскар, Майот, Малдиви, Маршалови острови, Реюнион, Сейшели, Тайланд и Япония (Кюшу).
Обитава крайбрежията на океани, морета и рифове.